# Порожнє
Поро́жнє (рос. Порожнее) — село у складі Шипуновського району Алтайського краю, Росія. Адміністративний центр Порожненської сільської ради.

## Населення
Населення — 833 особи (2010; 851 у 2002).
Національний склад (станом на 2002 рік):
- росіяни — 96 %